# Craugastor jota
Espèce
Synonymes
- Eleutherodactylus jota Lynch, 1980

Statut de conservation UICN

 DD : Données insuffisantes
Craugastor jota  est une espèce d'amphibiens de la famille des Craugastoridae.

## Répartition
Cette espèce est endémique de la province de Bocas del Toro au Panama. Elle se rencontre à 830 m d'altitude dans le bassin du río Changena.

## Publication originale
- Lynch, 1980 : A new frog of the genus, Eleutherodactylus from western Panama. Transactions of the Kansas Academy of Science, vol. 83, no 3, p. 101-105.